# طیبه پارسا
طیبه پارسا (زادهٔ رشت) تکوانوکار ایرانی است که در وزن کمتر از ۵۷ کیلوگرم رقابت می‌کند. او توانست در سال ۱۳۹۶ در بازی‌های همبستگی کشورهای اسلامی و بازی‌های داخل سالن آسیا صاحب مدال برنز شود.

## فعالیت حرفه‌ای
پارسا در فروردین ۱۳۹۶ در نخستین مسابقهٔ بین‌المللی خود در جایزه بزرگ آفریقا در مراکش شرکت کرد که مدالی به دست نیاورد. سپس در ماه اردیبهشت در بازی‌های کشورهای اسلامی در آذربایجان بر سکوی سوم ایستاد. در تیرماه عضو تیم ملی تکواندو در مسابقات قهرمانی جهان بود که در بازی یک‌چهارم نهایی در حالی که با نیکیتا گلاسنوویچ سوئدی مبارزه می‌کرد، در راند سوم به دلیل تحلیل رفتن قوای جسمانی به مسابقه ادامه نداد و بازنده شد. در شهریور نیز در بازی‌های داخل سالن آسیا در ترکمنستان با شکست برابر تکواندوکار چینی به مدال برنز رسید.